# Hoplitis latifemoralis
Hoplitis latifemoralis är en biart som först beskrevs av Wu 1985.  Hoplitis latifemoralis ingår i släktet gnagbin, och familjen buksamlarbin. Inga underarter finns listade i Catalogue of Life.